# 吉備交通

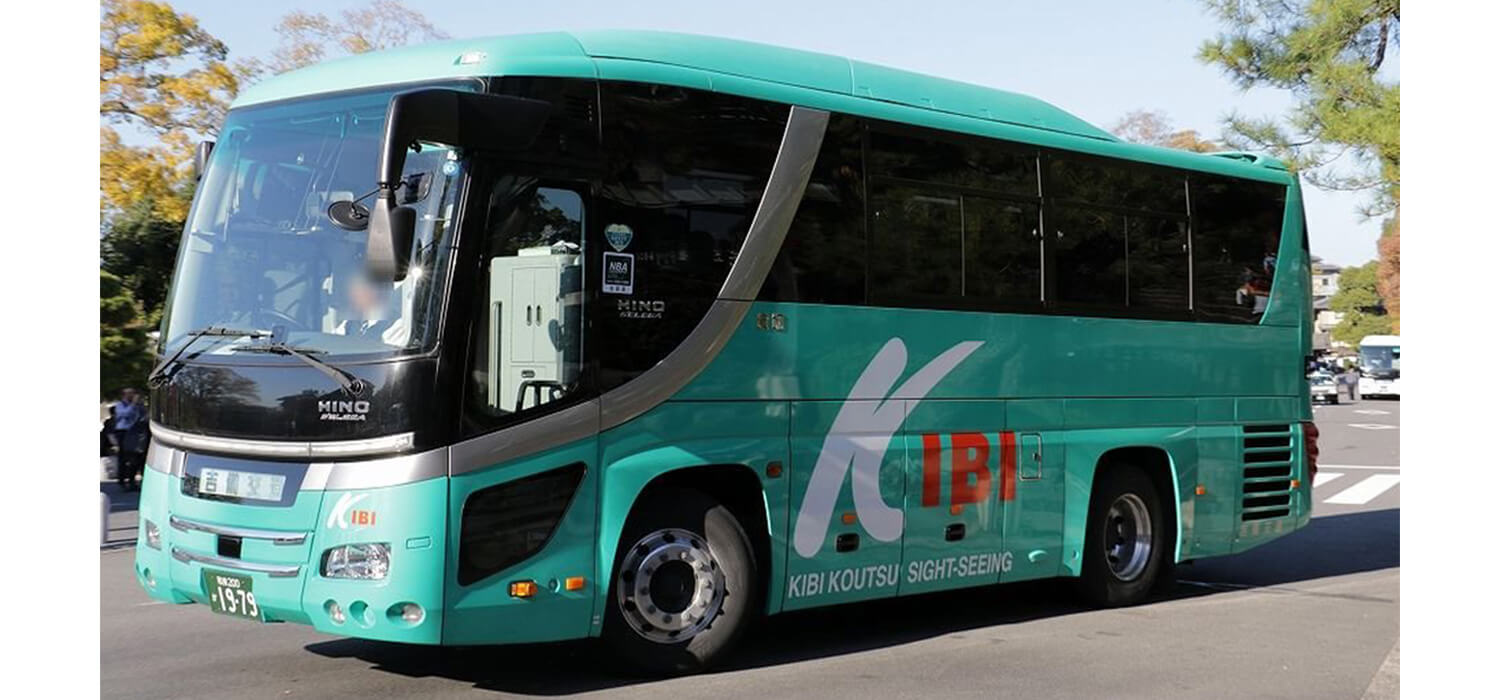

吉備交通株式会社（きびこうつうかぶしきがいしゃ）は、岡山県岡山市南区松浜町に本拠地を置き、観光バスを運行する会社。株式会社アウルホールディングス傘下の企業である。

## 概要
1970年（昭和45年）4月18日 設立。廃棄物処理業・建設業などを展開する「アウルグループ」（旧・八晃グループ、岡山市南区妹尾）の企業である。かつては貸切バスの他にタクシー事業も行っており、関連会社である八晃運輸・大和交通と共に「サンタクシー」グループを形成していた。2022年8月1日にアウルグループはタクシー事業を大和交通から改名したサンタクシー株式会社へ統合し、吉備交通は貸切バス専業となっている。

## 事業所
- 本社・吉備交通旅行センター 
  - 岡山県岡山市南区松浜町15-16
- 広島営業所
  - 広島県広島市安芸区上瀬野町1-26-27-10

## 車両
貸切車両は小型、中型、大型のバスを所有している。大型は日野自動車（セレガ、セレガR）、三菱ふそう（エアロバス、エアロエース）、いすゞ自動車（ガーラ）、現代自動車（ユニバース）を所有している。中型は日野セレガFC等、小型は日野リエッセ等を所有している。